# Programmstrom
Ein Programmstrom (englisch: Program Stream, PS und MPEG-PS) ist ein standardisiertes Format zur Übertragung von Audio, Video und Daten. Es ist spezifiziert in MPEG-1 Part 1, Systems (ISO/IEC 11172-1) und MPEG-2 Part 1, Systems (ISO/IEC 13818-1). Im Gegensatz zum Transportstrom wird der Programmstrom für Medien mit geringer Bitfehlerhäufigkeit (Festplatten, Video-CD und DVD) verwendet.
In Programmströmen können Einzelbilder (bis zu 64 KB, was für SDTV ausreicht) in einem Block untergebracht werden, sie können aber auch in Blöcke fester Länge aufgeteilt werden. Programmströme wurden speziell für die Speicherung von MPEG-Video entwickelt; sie unterstützen daher im Gegensatz zu manchen Implementierungen von AVI naturgemäß B-Frames. Da durch die Verwendung von B-Frames die Reihenfolge der Dekodierung nicht mehr der des Abspielens entspricht, können Programmströme zur Unterstützung des Decoders sowohl einen Zeitpunkt für die Dekodierung eines Bilds vorschlagen („DTS“ – „decode time stamp“) als auch den für das Abspielen (PTS – „presentation time stamp“) vorgeben. Die Zeitstempel werden im Datenstrom bei den Bildern untergebracht, so dass MPEG-Programmströme prinzipiell für das Streaming geeignet sind.